# Бай Чунси
Бай Чунси́ (кит. упр. 白崇禧, пиньинь Bái Chóngxǐ, 18 марта 1893 — 1 декабря 1966) по прозванию Цзяньшэн (кит. 健生) — китайский генерал. Один из сыновей Бай Чунси — Бай Сянь-юн — стал известным писателем, классиком тайваньской литературы, и написал несколько книг о своём отце.

## Молодые годы
Бай Чунси родился в 1893 году в Гуйлине провинции Гуанси, предки его были родом из-под Нанкина. Он был китайцем, исповедовавшим ислам (при этом он не принадлежал к хуэйцзу). В 1907 году поступил в начальное училище сухопутных войск, но из-за болезни был вынужден прервать обучение. После Синьхайской революции 1911 года вступил в Студенческую армию провинции Гуанси и отправился в провинцию Хубэй. Позднее он учился в Учанской академии подготовки сухопутных войск и в знаменитой Баодинской военной академии, подготовившей около трети командиров китайской армии того времени. По окончании Академии он стал командиром 1-й дивизии армии провинции Гуанси.
В 1921 году Бай Чунси вместе со своим товарищем по учёбе Хуан Шаосюном отправился в Гуанчжоу, чтобы увидеться с Сунь Ятсеном. В 1924 году Бай Чунси, Хуан Шаосюн и Ли Цзунжэнь организовали объединение милитаристов, ставшее известным как Новая клика Гуанси. Объединив свои силы, они создали Армию умиротворения Гуанси, в которой Ли Цзунжэнь стал главнокомандующим, Хуан Шаосюн — заместителем командующего, а Бай Чунси — начальником штаба. К августу они разгромили войска Старой клики Гуанси, и установили свой контроль над провинцией; таким образом, провинция Гуанси присоединилась к Китайской республике. За проявленные во время этой военной кампании качества Бай Чунси заработал прозвище «Маленький Чжугэ Лян». В этом же году Бай Чунси и Ли Цзунжэнь вступили в гоминьдан.

## Северный поход
В 1926 году начался Северный поход, Бай Чунси стал заместителем начальника штаба НРА. В начале 1927 года, командуя авангардом восточной колонны, он из провинции Цзянси вошёл в провинцию Чжэцзян. В апреле 1927 года Бай Чунси принял участие в устроенной Чан Кайши резне коммунистов в Шанхае. В ходе боевых действий в августе 1927 года Бай Чунси разгромил войска милитариста Сунь Чуаньфана в сражении при Лунтане, а также выступившего осенью 1927 года против Чан Кайши Тан Шэнчжи.

## Нанкинское десятилетие

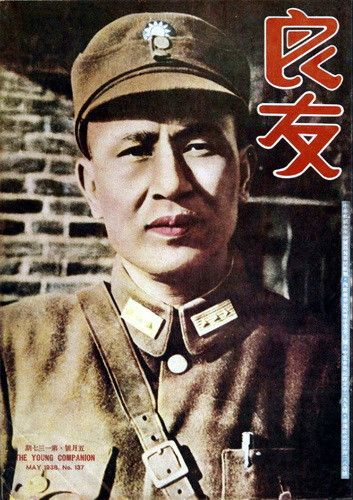
Бай Чунси на обложке журнала Лянъю

После окончании Северного похода и объединения страны Чан Кайши начал стараться ограничить вольницу местных милитаристов, что привело к новым боевым действиям. В частности, в марте 1929 года, после войны между центральным правительством и Новой гуансийской кликой, разбитый Бай Чунси был вынужден бежать во Вьетнам, однако уже в ноябре того же года Бай Чунси, Ли Цзунжэнь, Хуан Шаосюн и Чжан Факуй, объединив усилия, заняли Гуанси и атаковали провинцию Гуандун. В 1930 году Бай Чунси и Ли Цзунжэнь, поддержав Фэн Юйсяна и Янь Сишаня, выступили против Чан Кайши в ходе Войны центральных равнин.

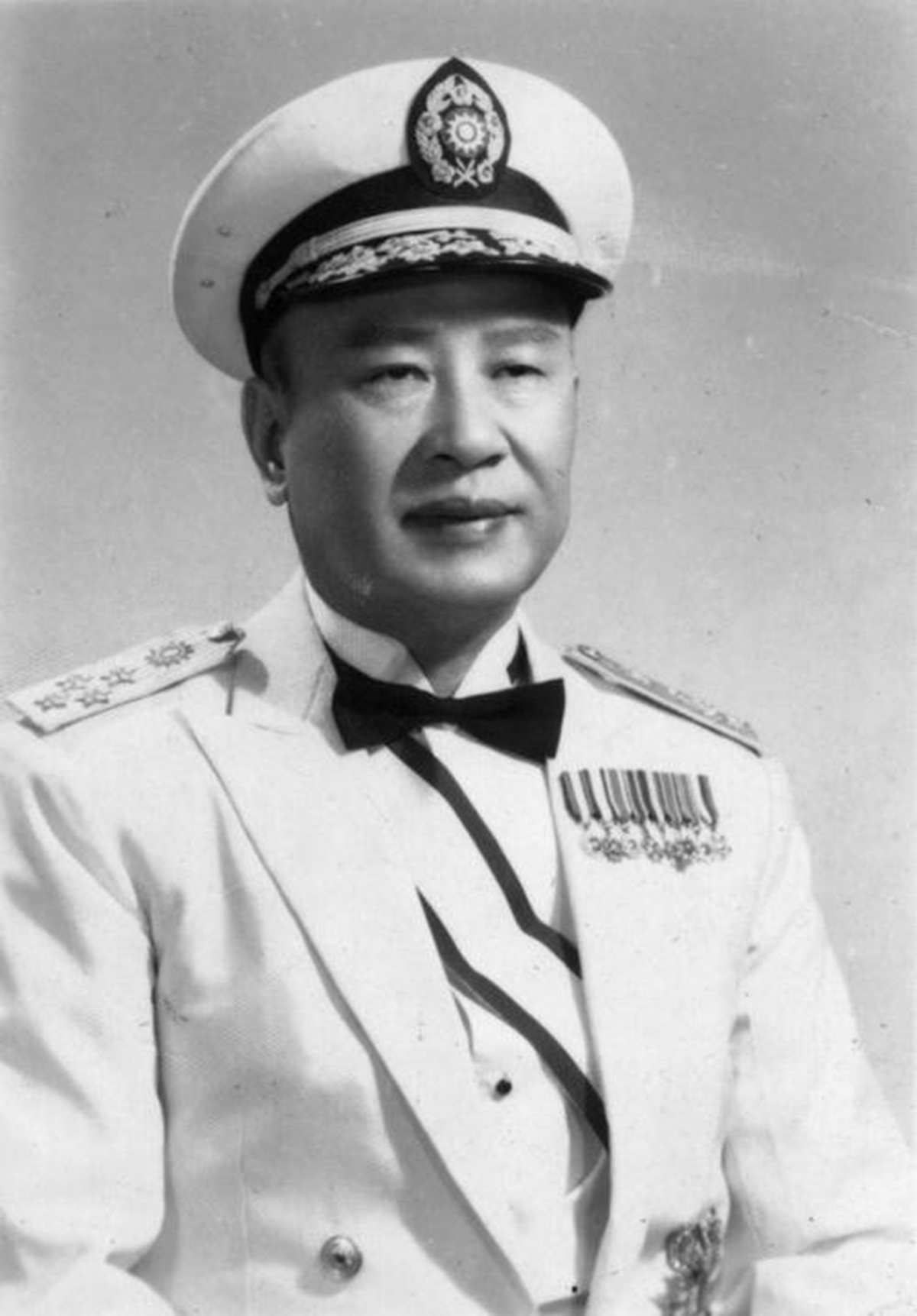
Генерал Бай Чуйси

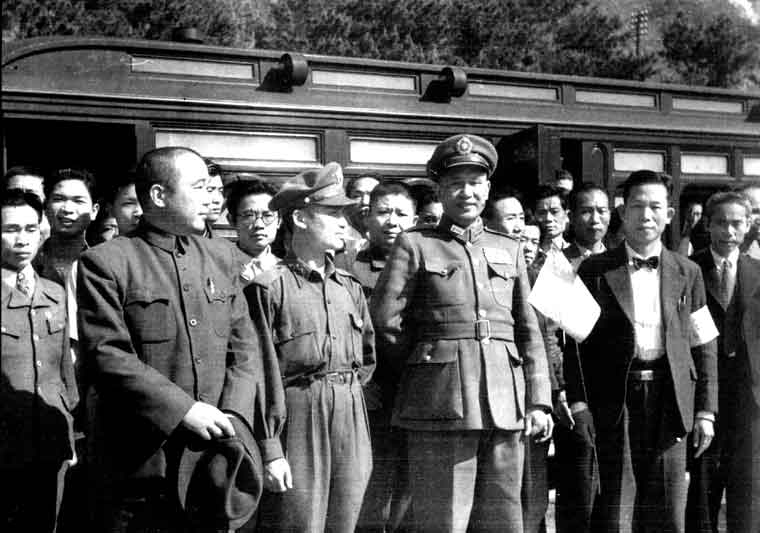
Бай на Тайване после Инцидента 228

В сентябре 1931 года, после «инцидента 9-18», здоровые силы китайского общества начали искать пути к объединению, и Новая гуансийская клика решила достичь примирения с Центральным правительством. В апреле 1932 года Ли Цзунжэнь получил пост «Главного умиротворителя Гуанси», Бай Чунси стал его заместителем, и вместе с генерал-губернатором Гуанси Хуан Сюйчу они образовали правивший провинцией триумвират.
В мае 1936 года Бай Чунси, Ли Цзунжэнь и губернатор провинции Гуандун Чэнь Цзитан создали «Армию борьбы с Японией ради спасения государства», имея в виду на самом деле борьбу против Чан Кайши, однако из-за того, что Чан Кайши перевёл армию провинции Гуандун в другое место, выступление было отложено.

## Война с Японией
После начала войны с Японией в июле 1937 года Бай Чунси стал заместителем начальника генерального штаба НРА и начальником отдела боевой подготовки, войдя в число советников Чан Кайши. Он предложил сделать упор на партизанскую войну, а не на крупномасштабные боевые действия. Тем не менее, ему пришлось командовать войсками в «классических» боевых действиях:
- Весна 1938 года, Сражение при Тайэрчжуане — первая крупная победа китайских войск над японцами.
- Июнь 1938 года, Сражение при Ухане.
- Февраль 1940 года, Сражения в Южной Гуанси.
- Октябрь 1944 года, сражения в ходе осуществления японцами операции «Ити-Го».

## Гражданская война 1946—1949
В 1946 году вновь развернулись широкомасштабные боевые действия между силами КПК и гоминьдана. Весной 1946 года большой отряд коммунистических войск под командованием Линь Бяо занял железнодорожный узел Сыпин, и местные гоминьдановские войска оказались не в состоянии выбить их оттуда. Чан Кайши отправил Бай Чунси для руководства операцией, и, получив подкрепления, гоминьдановские войска в ходе двухдневного сражения смогли выбить коммунистов. Это был первый и единственный крупный успех гоминьдановцев в гражданской войне 1946-49 годов.
В июне 1946 года Бай Чунси был назначен министром обороны. Однако быстро выяснилось, что этот пост был чисто номинальным, так как Чан Кайши, игнорируя нормальную систему командования, предпочитал отдавать приказы командирам на местах напрямую.

## Тайвань
28 февраля 1947 года на Тайване началось восстание, вызванное плохим управлением со стороны назначенных Китайской республикой чиновников. Бай Чунси был отправлен на Тайвань в качестве личного представителя Чан Кайши, чтобы разобраться в делах на месте и разрешить ситуацию, успокоив местное население. После двухнедельного расследования Бай Чунси выдал большое количество рекомендаций, включая смещение губернатора и казнь его начальника секретной полиции; он также амнистировал студентов, участвовавших в антиправительственных выступлениях.
В 1948 году были проведены выборы вице-президента Китая. Чан Кайши поддерживал Сунь Фо, но победил Ли Цзунжэнь. Бай Чунси на выборах поддержал своего старого друга Ли Цзунжэня, и потому Чан Кайши сместил его с поста министра обороны, назначив ответственным за оборону центрального и южного Китая. Войска Бай Чунси были последними, эвакуировавшимися с материка на остров Хайнань, а затем — на Тайвань. Бай Чунси так и остался в ссоре с Чан Кайши, и жил в уединении до самой смерти.